# لويس هولزمان
لويس هولزمان (بالإنجليزية: Lois Holzman)‏ هي عالمة نفس أمريكية، ولدت في 1946.